# شون كونلون
شون كونلون (بالإنجليزية: Sean Conlon)‏ هو مغني بريطاني، ولد في 20 مايو 1981 في ليدز في المملكة المتحدة.

## روابط خارجية
- شون كونلون على موقع IMDb (الإنجليزية)
- شون كونلون على موقع ميوزك برينز (الإنجليزية)
- شون كونلون على موقع قاعدة بيانات الفيلم (الإنجليزية)